# Ambassade de France au Ghana
L'ambassade de France au Ghana est la représentation diplomatique de la République française auprès de la république du Ghana. Elle est située à Accra, la capitale du pays, et son ambassadeur est, depuis 2022, Jules-Armand Aniambossou.

## Ambassade
L'ambassade est située sur Fourth Circular Road dans le quartier de Cantonments à Accra. Elle accueille aussi une section consulaire. La Résidence est située à proximité de l'ambassade des États-Unis, sur la 3e Circular Road.

## Histoire
La Résidence de France est l'une des plus belles demeures d'Accra. Elle a été construite entre 1948 et 1953. Elle a d'abord été la demeure du consul général de France avant de devenir, après l'indépendance du Ghana, celle des ambassadeurs. Le premier fut Louis de Guiringaud (1957-1961) qui devint ministre français des Affaires étrangères de 1976 à 1978.

## Ambassadeurs de France au Ghana
| De   | À    | Ambassadeur              |
| ---- | ---- | ------------------------ |
| 1957 | 1961 | Louis de Guiringaud      |
| 1961 | 1964 | Philippe Grousset (d)    |
| 1964 | 1968 | Barthélemy Epinat        |
| 1968 | 1972 | Pierre Anthonioz         |
| 1972 | 1976 | Jean Deciry              |
| 1976 | 1980 | Alain Chaillous          |
| 1980 | 1982 | Yann Zebrowski           |
| 1982 | 1986 | Patrick O'Cornesse       |
| 1986 | 1990 | Michel Auchère           |
| 1990 | 1993 | Jean-François Lionnet    |
| 1993 | 1996 | Jean-Claude Brochenin    |
| 1996 | 2000 | Didier Ferrand           |
| 2000 | 2004 | Jean-Michel Berrit       |
| 2004 | 2008 | Pierre Jacquemot (d)     |
| 2008 | 2011 | Francis Hurtut (d)       |
| 2011 | 2015 | Frédéric Clavier (d)     |
| 2015 | 2018 | François Pujolas (d)     |
| 2018 | 2022 | Anne-Sophie Avé          |
| 2022 | auj. | Jules-Armand Aniambossou |

## Consulat

### Communauté française
Au 31 décembre 2016, 1 153 Français sont inscrits sur les registres consulaires au Ghana. La très grande majorité réside à Accra.
| 2001 | 2002 | 2003 | 2004 |
| ---- | ---- | ---- | ---- |
| 324  | 388  | 451  | 521  |

| 2005 | 2006 | 2007 | 2008 |
| ---- | ---- | ---- | ---- |
| 642  | 833  | 839  | 862  |

| 2009 | 2010 | 2011 | 2012 |
| ---- | ---- | ---- | ---- |
| 925  | 931  | 959  | 945  |

| 2013 | 2014  | 2015  | 2016  |
| ---- | ----- | ----- | ----- |
| 967  | 1 110 | 1 080 | 1 153 |

| 2017  | 2018  | 2019  | 2020  |
| ----- | ----- | ----- | ----- |
| 1 185 | 1 139 | 1 105 | 1 028 |

| 2021  | - | - | - |
| ----- | - | - | - |
| 1 082 | - | - | - |

### Circonscriptions électorales
Depuis la loi du 22 juillet 2013 réformant la représentation des Français établis hors de France avec la mise en place de conseils consulaires au sein des missions diplomatiques, les ressortissants français d'une circonscription recouvrant le Ghana et le Togo élisent pour six ans trois conseillers consulaires. Ces derniers ont trois rôles : 
1. ils sont des élus de proximité pour les Français de l'étranger ;
2. ils appartiennent à l'une des quinze circonscriptions qui élisent en leur sein les membres de l'Assemblée des Français de l'étranger ;
3. ils intègrent le collège électoral qui élit les sénateurs représentant les Français établis hors de France.

Pour l'élection à l'Assemblée des Français de l'étranger, le Ghana appartenait jusqu'en 2014 à la circonscription électorale de Lomé, comprenant aussi le Bénin, le Nigeria et le Togo, et désignant deux sièges. Le Ghana appartient désormais à la circonscription électorale « Afrique occidentale » dont le chef-lieu est Dakar et qui désigne quatre de ses 26 conseillers consulaires pour siéger parmi les 90 membres de l'Assemblée des Français de l'étranger.
Pour l'élection des députés des Français de l’étranger, le Ghana dépend de la 10e circonscription.